# Girl Crazy
Girl Crazy é um filme musical estadunidense de 1943 estrelado por Judy Garland e Mickey Rooney. Produzido pela Metro-Goldwyn-Mayer, o filme é baseado peça teatral de mesmo nome escrito por Guy Bolton e Jack McGowan. Foi o último dos nove filmes que Garland e Rooney estrelaram juntos. A produção começou com Busby Berkeley como diretor, mas logo foi substituído por Norman Taurog.
Esta foi a segunda adaptação do musical teatral. O anterior, também chamado de Girl Crazy, foi lançado em 1932 pela RKO. Em 1965, Alvin Ganzer dirigiu Connie Francis e Herman's Hermits em When the Boys Meet the Girls, a segunda versão do musical da MGM.

## Elenco
- Judy Garland ...Ginger Gray
- Mickey Rooney ...Danny Churchill, Jr.
- Gil Stratton ...Bud Livermore
- Robert E. Strickland ...Henry Lathrop
- Rags Ragland ...Rags
- June Allyson ...cantora
- Nancy Walker ...Polly Williams
- Guy Kibbee ...Dean Phineas Armour
- Frances Rafferty ...Marjorie Tait
- Henry O'Neill ...Danny Churchill Sr.
- Howard Freeman ...governador Tait
- Tommy Dorsey e sua orquestra ... eles mesmos
- Irving Bacon ...John, secretário do governador (sem créditos)
- Charles Walters ...dançarino especial (sem créditos)